# Keira Hewatch
Keira Hewatch es una actriz, cantante, compositora y escritora nigeriana, conocida por su papel de 'Keche' en la película; Two Brides and a Baby, así como su papel de 'Peace Nwosu' en la serie de televisión; Lekki Wives. Ganó el Best of Nollywood Awards en la categoría 'Mejor interpretación destacada' en 2011 y ha sido nominada dos veces a los Golden Icon Academy Awards (GIAMA).

## Biografía
Hewatch nació en Calabar, Estado de Cross River. Su madre, maestra, fue trasladada a Minna, estado de Níger, para enseñar en la escuela secundaria de la policía y se llevó a Keira, de 11 años, con ella. Su familia se trasladó a Ghana en 2005.
En Ghana intentó ingresar a la industria del entretenimiento sin éxito, pues necesitaba hablar el dialecto local. En 2007, regresó a Nigeria para continuar con su carrera como actriz.

## Carrera
Sus habilidades como actriz han sido comparadas con las de la actriz Mercy Johnson. Debutó en la serie de televisión Cross Roads producida por Emeka Ossai. En 2010 protagonizó el papel principal, junto a Desmomd Elliot, en la primera película de ciencia ficción / futurista, Kajola, dirigida por Niyi Akinmolayan. La película no fue bien recibida en los cines nigerianos.
En 2011, interpretó a 'Keche', la protagonista en la película Two Brides and a Baby junto a OC Ukeje, Stella Damasus-Aboderin, Chelsea Eze y Okey Uzoeshi. 
En 2012 fue nominada como mejor actriz nueva en los Golden Icon Academy Awards (GIAMA).

## Filmografía
| Año  | Título                  | Personaje               | Notas                                         |
| ---- | ----------------------- | ----------------------- | --------------------------------------------- |
| 2010 | Kajola                  | Jefa de policía Yetunde | con Desmond Elliot                            |
| 2011 | Two Brides and a Baby   | Ketche                  | Con Stella Damasus-Aboderin                   |
| 2012 | Lekki Wives temporada 1 | Peace Nwosu             | Serie de televisión junto a Kiki Omeili       |
| 2013 | In The Music            | Ihuoma Ugu              | Con Omawumi y Chelsea Eze                     |
| 2013 | Murder at Prime Suites  | Agente Hauwa Uthman     | Con Joseph Benjamin y Chelsea Eze             |
| 2013 | Lies Men Tell           | Jackie                  | Con Uche Jombo y Desmond Elliot               |
| 2014 | Lekki Wives temporada 2 | Peace Nwosu             | Con Kiki Omeili                               |
| 2014 | After The Proposal      | Lisa                    | Con Uche Jombo                                |
| 2014 | The Perfect Plan        | Beatrice                | Con Ini Edo y Joseph Benjamin                 |
| 2014 | Couples Game            | Lina Dike               | Con Seun Akindele                             |
| 2015 | Lekki Wives temporada 3 | Peace Nwosu             | Con Kiki Omeili                               |
| 2015 | In The Name of Trust    | Joy Omorogbe            | Con IK Ogbonna, Deyemi Okanlawon y Fifty Kate |